# Флаг Татарстана
Флаг Татарста́на, наряду с гербом и гимном, является государственным символом Республики Татарстан.
Флаг утверждён Постановлением Верховного Совета Республики Татарстан № 1314-XII от 29 ноября 1991 год и внесён в Государственный геральдический регистр Российской Федерации с присвоением регистрационного номера 378. В настоящее время правила использования Государственного флага регламентируются Законом «О государственных символах Республики Татарстан».

## Описание
«Государственный флаг Республики Татарстан представляет собой прямоугольное полотнище с горизонтальными полосами зелёного, белого и красного цветов. Белая полоса составляет 1/15 ширины флага и расположена между равными по ширине полосами зелёного (кобальт зелёный светлый) и красного (кадмий красный светлый) цветов. Зелёная полоса наверху. Соотношение сторон флага — 1:2».
Цвета Государственного флага Республики Татарстан означают:
- зелёный — зелень весны, возрождение;
- белый — цвет чистоты;
- красный — зрелость, энергия, сила, жизнь.

Автором флага является народный художник Республики Татарстан, лауреат Государственной премии имени Г. Тукая Тавиль Хазиахметов.
| Цвет          | Зелёный      | Красный      |
| ------------- | ------------ | ------------ |
| Цвета Pantone | 354 °C       | 179C         |
| Цвета CMYK    | C100M0Y100K0 | C0M100Y100K0 |
| Цвета RGB     | 97 174 86    | 193 51 35    |
| Цвета HTML    | #61AE56      | #C13323      |

## История

### ФлагКазанского ханства
В книге голландского историка Карла Алярда, изданной в Амстердаме в 1705 году и переведённой на русский язык в 1709 году, изображены два флага «царя Татарии»:
Флаг Цесаря от Тартарии, жёлтый, с чёрным лежащим и наружу смотрящим драконом (великим змеем), с василисковым хвостом. Другой татарский флаг, жёлтый с чёрной совою, у которой перси желтоваты.Алярд К. Новое галанское карабельное строение: глашающее совершенно чинение карабля… снесено чрес Карлуса Алярда. — М., 1709.
Историчность данных флагов некоторые исследователи ставят под сомнение.
В книге П. Люкс-Вурма «Знамёна ислама» (P.Lux-Wurm, «Les drapeaux de l’Islam») приведён рисунок «флага Казанского ханства XV века».
Это синее полотнище с двумя косицами. Синий цвет объясняется как традиционный для тюрков и для государств-наследников монгольской империи Чингиз-хана.
Кроме того, Люкс-Вурм сообщает о том, что военные знамёна татар представляли собой древки, украшенные конскими хвостами.
- Флаг из книги Алярда.
- Флаг из книги Алярда.
- Флаги из книги П.Люкс-Вурма «Знамёна ислама» (P.Lux-Wurm, «Les drapeaux de l’Islam»)

### Казанская губерния
Казанская губерния, как и любая другая губерния Российской империи, не имела своего собственного флага. Герб же губернии был утверждён 8 декабря 1856 года. Описание герба: «В серебряном щите черный коронованный дракон, крылья и хвост червленые, клюв и когти золотые; язык червленый. Щит увенчан Императорской короной и окружен золотыми дубовыми листьями, соединенными Андреевской лентой».

### Флаг штата Идель-Урал
В январе 1918 года II съездом мусульман Внутренней России и Сибири в Уфе на территории Казанской и Уфимской губерний был провозглашён автономный Урало-Волжский штат (или Урал-Идель-Штат, от названия исторического региона Идель-Урал, тат. «Идел» — Волга) и создан Всероссийский Мусульманский Военный Совет. Флаг Урало-Волжского штата представляет собой голубое полотнище с изображением тамги (родового знака у аланов, тюркских и некоторых других народов) на нём. В апреле 1918 года, после заключения Брестского мира, государство было ликвидировано войсками Красной Армии, хотя в июле, совместно с мятежными чехами, татары восстановили национальную администрацию. В конце 1918 года войска ВМВС вошли в армию Колчака как 16-й татарский полк.
Во время Великой Отечественной войны в составе сил нацистской Германии воевал легион «Идель-Урал», состоявший из представителей поволжских народов (татары, башкиры, марийцы, мордва и т. д.), однако его бойцы носили нашивки с эмблемой, сильно отличающейся от флага одноимённого государства.
- Флаг Урало-Волжского штата (по книге Гаяза Исхаки «Идель-Урал», 1933).
- Нашивка легиона «Идель-Урал»

### Флаги Татарской АССР
27 мая 1920 года была образована Татарская Автономная Социалистическая Советская Республика в составе РСФСР (слово «автономная» в названии тогда часто опускали). В проекте конституции ТССР 1926 года флаг описывается так:
Флаг Татарской Социалистической Советской Республики общий с Российской Социалистической Федеративной Советской Республикой, но вместо надписи «РСФСР» имеет на татарском и русском языках надпись «ТССР».Проект конституции ТАССР 1926 года

По Конституции 1937 года флагом Татарской АССР было красное полотнище с золотыми надписями в углу у древка: 
Статья 112. Государственным флагом Татарской Автономной Советской Социалистической Республики является государственный флаг РСФСР, состоящий из красного полотнища, в левом углу которого, у древка наверху, помещены золотые буквы «РСФСР» на русском и татарском языках, с добавлением под надписью «РСФСР» буквами меньшего размера надписи «Татарская АССР» на русском и татарском языках.Конституция ТАССР 1937 года
В 1954 году флаг РСФСР изменился: у древка появилась голубая вертикальная полоса шириной в 1/8 длины полотнища, в верхней части у древка звезда и серп и молот. Флаг ТАССР отличался только наличием надписи «ТАССР» под эмблемой. После введения внеочередной IX сессией ВС ТАССР 9-го созыва 31 мая 1978 года новой Конституции — «Татарская АССР» (в две строки). Флаг закреплён статьёй 158 Конституции:
Статья 158. Государственным флагом Татарской Автономной Советской Социалистической Республики является Государственный флаг РСФСР, представляющий собой красное прямоугольное полотнище со светло-синей полосой у древка во всю ширину флага, которая составляет одну восьмую длины флага. В левом верхнем углу красного полотнища изображены золотые серп и молот и над ними красная пятиконечная звезда, обрамленная золотой каймой, а под ними золотыми буквами помещается надпись «Татарская АССР». Отношение ширины флага к его длине – 1:2.Конституция ТАССР 1978 года
Положение о флаге ТАССР утверждено 1 июня 1981 года.
- Проект флага ТАССР (1926)
- Флаг ТАССР (1937—1939)
- Флаг ТАССР (1939—1954)
- Флаг ТАССР (1954—1978)

### Современность
30 августа 1990 года была принята Декларация о государственном суверенитете Татарстана. Сначала из названия республики исключили слово «автономная», а 7 февраля 1992 года государство стало официально называться «Республика Татарстан». До принятия нового национального флага, популярностью пользовался флаг Татарского общественного центра, состоящий из изображения белых полумесяца и звезды на диагонально разделённом зелёно-красном биколоре (реже попадались варианты с горизонтальным расположением цветов). Свои проекты флага представили художники Р. Нугманов, А. Мухаметшин (зелёно-жёлто-красный триколор) и другие.
Для разработки новой государственной символики была создана специальная комиссия. Она работала около года. В августе 1991 года Верховный Совет республики одобрил варианты герба и флага. Флаг состоял из красного полотнища и двух узких вертикальных полос у древка: синей, с красной звездой и белым полумесяцем, и белой (проект Т. Хазиахметова). Красная звезда символизировала советский этап истории Татарстана, полумесяц — ислам. Цвета полотнища почти точно повторяли старый флаг ТАССР. Проект был опубликован в газете «Советская Татария», однако окончательно он так и не был утверждён.
- Флаг Татарского общественного центра
- Флаг, предложенный специальной комиссией в 1991 году

## Похожие флаги
- Флаг Литовской ССР
- Флаг Чеченской республики
- Флаг Калужской области